# Ермолаевка (Омская область)
Ермола́евка — деревня в Калачинском районе Омской области России. В составе Ивановского сельского поселения.

## История
Основана в 1908 году. В 1928 году посёлок Ермолаево состоял из 49 хозяйств, основное население — латыши. В административном отношении находился в составе Ивановского сельсовета Калачинский район Омского округа Сибирского края.

## Население
| 2002 | 2010 |
| ---- | ---- |
| 108  | ↘74  |

## Улицы
В деревне имеются две улицы: Зелёная и Центральная.